# England expects that every man will do his duty

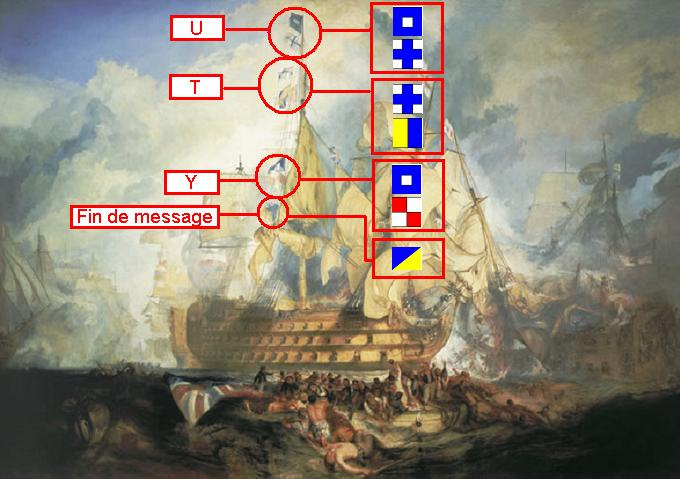
'The Battle of Trafalgar" ("De Slag bij Trafalgar" van William Turner (met de vlagsymbolen voor U, T, Y + einde bericht)

"England expects that every man will do his duty" (Engels voor: "Engeland verwacht dat iedereen zijn plicht zal doen") was het vlagsignaal dat Admiraal Horatio Nelson vanaf zijn schip HMS Victory in de Slag bij Trafalgar (1805) zond. Trafalgar was de beslissende zeeslag van de napoleontische oorlog, die de Franse verovering van de Britse eilanden onmogelijk maakte. 
Dit vlagsignaal is het beroemdste signaal van de Britse Marine en wordt bij veel gelegenheden geciteerd en gepersifleerd.

## Externe links

Nelsons sigaal met numerieke code

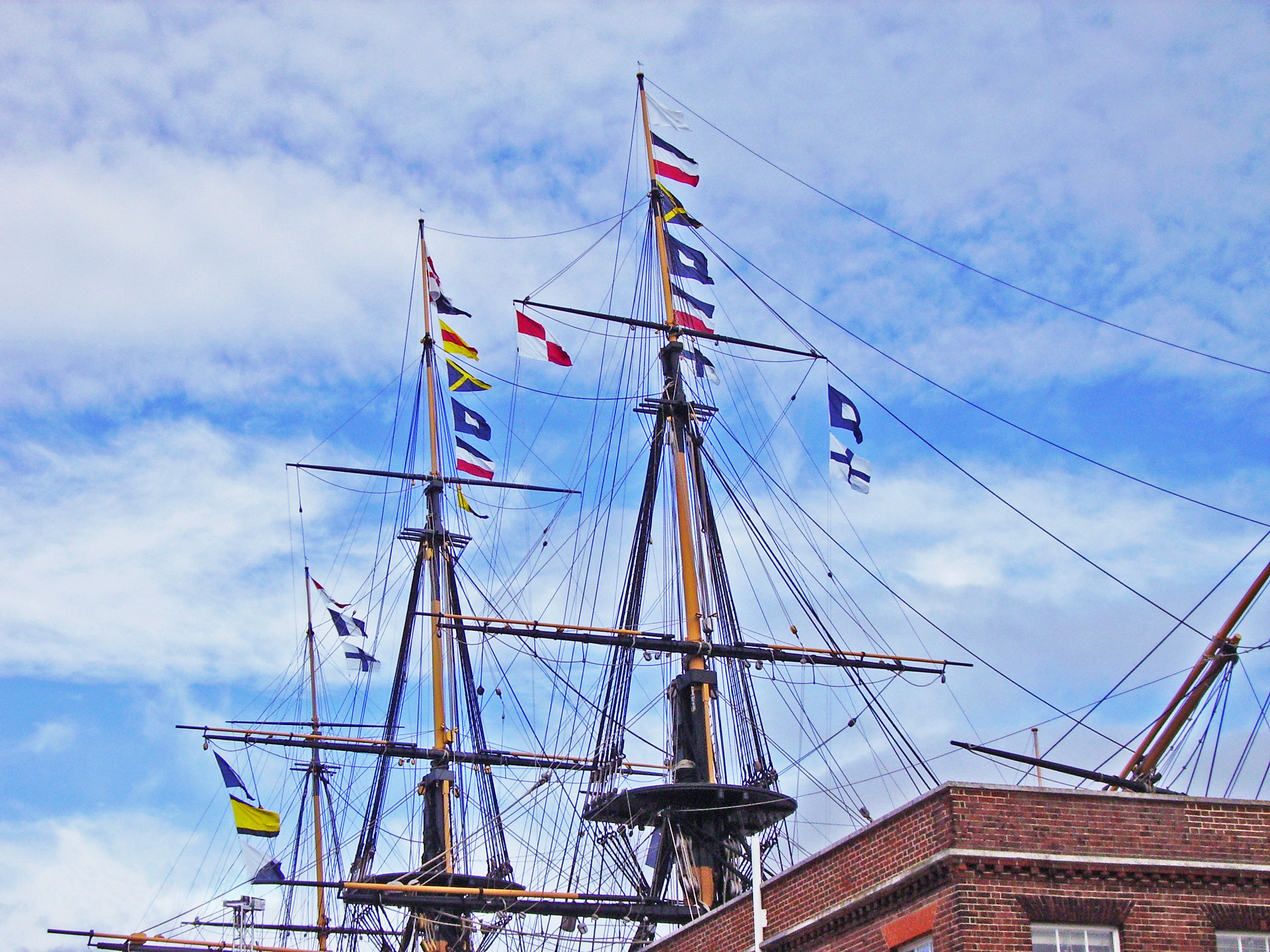
Nelsons beroemde signaal, "England expects that every man will do his duty", van de Victory op de tweehonderdjarige herdenking van de Slag bij Trafalgar.